# Астарак (графство)
Графство Астарак (фр. comté d’Astarac, оксит. comtat d’Astarac) — одно из феодальных владений в Южной Франции, выделившееся в X веке из Гасконского герцогства. В его состав входила историческая провинция Астарак, столицей графства сначала был город Астарак, затем Симорр, затем Миранд. Графство существовало до 1593 года.

## География
Территория графства располагалась на месте северной части современного французского департамента Пиренеи Верхние и южной части департамента Жер. С севера от него располагались графства Фезансак и Арманьяк, на востоке — владения графов Тулузы, на юге — графство Комменж, на западе — графство Бигорр. Основным местопребыванием графов сначала было селение Мон-д’Астарак (сейчас — город Лаас), в котором был построен графский замок. Затем главным городом графства стал Симорр, но в 1297 году графы Астарака потеряли его, после чего граф Бернар IV сделал новой столицей графства Миранд, построенный незадолго до этого. Первоначально в состав графства кроме исторической области Астарак входили также области Пардиак и Маньоак, позже выделившиеся в отдельные феодальные владения.
Графство делилось на 4 шателении — Монкасен, Вильфранш, Дюрбан и Кастельно-Барбаран.

## История
Первоначально территория Астарака входила в состав герцогства Гасконь. После смерти около 920 года герцога Гаскони Гарсии II Санша его владения были разделены между тремя сыновьями. Старший, Санш IV Гарсия, получил графство Гасконь, включавшее владения в современном французском департаменте Ланды от Бордо до ворот Байонны, и от Эра до Лектура, а также герцогский титул, однако власть его оказалась ограничена только личными владениями. Второй, Гильем, получил графство Фезансак, а третий, Арно, — графство Астарак, включавшее области Астарак, Пардиак и Майньоак.
О первых правителях графства известно очень мало. В отличие от правителей соседнего графства Арманьяк правители Астарака практически не занимали выдающегося положения в Гаскони. Уже в X веке от Астарака отделилась область Майньоак, на территории которой возникло графство Ор. А в первой половине XI века выделилось графство Пардиак.
Первая династия графов Астарака угасла в конце XII века, после чего графство перешло к Сантюлю I, точное происхождение которого не установлено. Вероятнее всего, он был потомком графа Боэмунда д’Астарака по женской линии — возможно, сыном Беатрисы д’Астарак, одной из дочерей Боэмунда.
Потомки Сантюля управляли Астараком до начала XVI века. После смерти в 1511 году графа Жана IV графство посредством браков перешло к дому Фуа-Грайи — ветви Фуа-Кандаль, представитель которой, Гастон III де Фуа, граф де Кандаль и де Бенож, был женат на Мате, дочери и наследнице графа Жана IV. Потомки Гастона и Маты носили титул графов Астарака, используя его в качестве титула для наследника.
После смерти в 1593 году Маргариты де Фуа-Кандаль титул графа Астарака исчез.

## Список графов Астарака
Первый Астаракский дом

Герб графов Астарака

- ок. 920 — ок. 960: Арно I Гарсия (ум. ок. 960), граф Астарака с ок. 920
- ок. 920 — до 975: Гарсия Арно (ум. до 975), граф Астарака с ок. 960, сын предыдущего
- до 920 — ок. 1022/1023: Арно II (ум. ок. 1022/1023), граф Астарака ранее 975, сын предыдущего
- ок. 1022/1023 — после 1060: Гильом I (ум. после 1060), граф Астарака с 1022/1023, сын предыдущего
- после 1060 — после 1099: Санчо I (ум. после 1099), граф Астарака после 1060, сын предыдущего
- после 1099 — до 1124: Гильом II (ум. до 1124), граф Астарака после 1099, сын предыдущего
- до 1124 — 1142: Бернар I (ум. 1142), граф Астарака ранее 1124, брат предыдущего
- 1142 — после 1169: Санчо II (ум. после 1169), граф Астарака с 1142, сын предыдущего
- после 1169 — 1176: Боэмунд (ум. 1176), граф Астарака после 1169, брат предыдущего
- 1176 — 1189: Маркеза (ум. после 1191), графиня Астарака в 1176—1189, дочь предыдущего, и её муж Химено
- 1189 — 1199: Бернар II (ум. 1199), граф Астарака c 1189, сын Санчо II
- 1190 — ?: Беатрис (ум. после 1191), графиня Астарака после 1191, сестра предыдущего
1-й муж: Родриго Хименес (ум. 1191), сын (от первого брака) Химено - мужа Маркезы
2-й муж: Витал де Монтегю (ум. после 1204), граф Астарака

Второй Астаракский дом
- ? — до 1243: Сантюль I (ум. до 1243), граф Астарака, возможно сын Беатрисы д’Астарак и Родриго Хименеса
- до 1243 — 1249: Сантюль II (ум. до 1243), граф Астарака ранее 1243, сын предыдущего
- 1249 — 1291: Бернар IV (после 1230—1291), граф Астарака с 1249, брат предыдущего
- 1291 — 1300: Сантюль III (ум. 1300), граф Астарака с 1291, сын предыдущего
- 1300 — 1324: Бернар V (ум. 1324), граф Астарака с 1300, сын предыдущего
- 1324: Бернар VI (ум. 1324), граф Астарака с 1324, сын предыдущего
- 1324 — 1331: Аманье (ум. 1331), граф Астарака с 1324, брат предыдущего
- 1331 — ?: Сантюль IV, граф Астарака с 1331, сын предыдущего
- ? — 1398: Жан I (ум. 5 октября 1398), граф Астарака, сын предыдущего
- 1398 — 1410: Жан II (ум. 16 апреля 1410), граф Астарака с 1398, сын предыдущего
- 1410 — 1458: Жан III (ум. 1 сентября 1458), граф Астарака с 1410, сын предыдущего
- 1458 — 1511: Жан IV (ум. 1511), граф Астарака с 1458, сын предыдущего
- 1511 — ?: Мата (ум. после 1550), графиня Астарака с 1511, дочь предыдущего
  - муж: с 21 мая 1505 Гастон III де Фуа-Кандаль (ум. 1536), капталь де Бюш, граф де Кандаль и де Бенож с 1500, граф д’Астарак с 1511

Дом Фуа-Кандаль
- 1511—1536: Гастон III де Фуа-Кандаль (ум. 1536), капталь де Бюш, граф де Кандаль и де Бенож с 1500, граф д’Астарак с 1511, муж предыдущей
  - ?—1528: Карл (ум. 1528), граф д’Астарак, сын предыдущего
  - 1528: Жан V (ум. 1528), граф д’Астарак с 1528, брат предыдущего
- 1528—1571: Фредерик (ум. 1571), граф д’Астарак с 1528, капталь де Бюш, граф де Кандаль и де Бенож с 1536, брат предыдущего
  - Жан VI граф д’Астарак, сын предыдущего
- 1571—1572: Генрих (ум. 1572), граф д’Астарак, капталь де Бюш, граф де Кандаль и де Бенож с 1571, брат предыдущего
- 1572—1593: Маргарита (1567—1593), капталесса де Бюш, графиня де Кандаль, де Бенож и д’Астарак с 1572
муж: с 1587 Жан Луи де Ногаре де Ла Валетт (1554 — 13 января 1642), герцог д’Эпернон